# 鳥島 (伊豆群島)

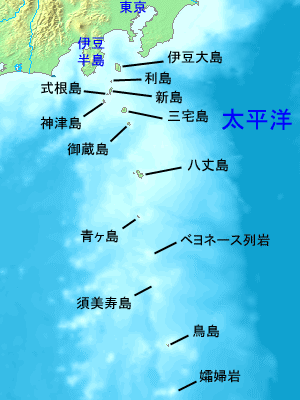
鳥島位置圖

鳥島（平假名：、羅馬字拼音：Tori-shima），為日本伊豆群島的無人島，行政區劃屬於東京都八丈支廳；此島也稱為伊豆鳥島，以便於與日本其他地方的鳥島區別。目前全島為自然保護區，島上有保育動物信天翁棲息。

## 地理

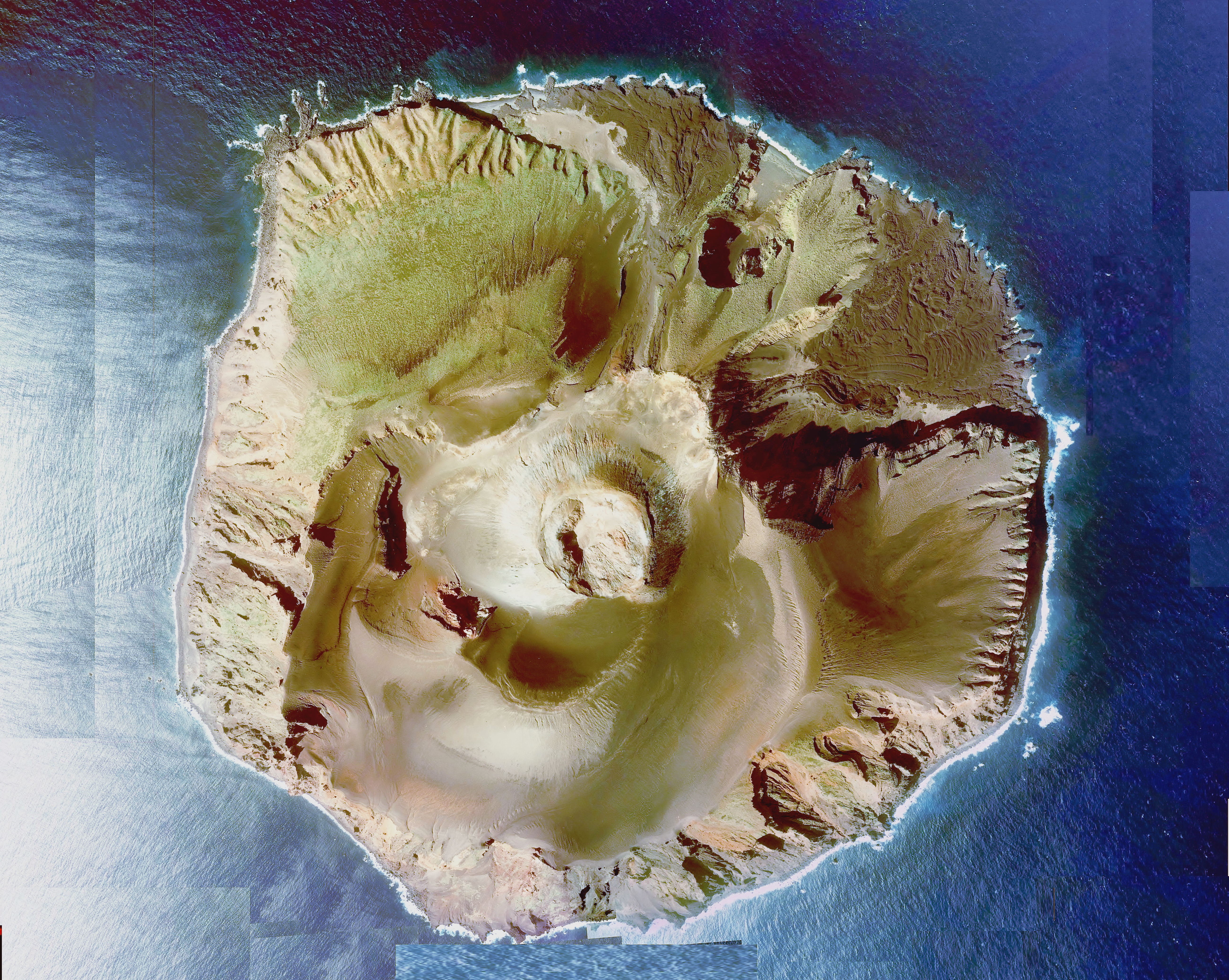
鳥島空照圖

位於東京南方約600公里，須美壽島東南南約110公里，從空中俯瞰大致上為圓形，為雙重式成層火山島，目前被日本氣象廳列為火山活動層級A的活火山。同時在島的北方海底，有被稱為鳥島破火山口的海底火山，鳥島則是位於此海底破火山口的南緣。
島上最高點為硫磺山，海拔394公尺。
目前雖然是無人島，但在明治時期到昭和時期曾經有人居住，由於1965年島上火山活動引發了地震，決定撤出所有人員，成為無人島，目前島上還留有氣象觀測所的遺跡。
鳥島目前行政區劃隸屬東京都八丈支廳，但由於島上並無人口，未設立町村，也不屬於任何町村管轄。

## 生態

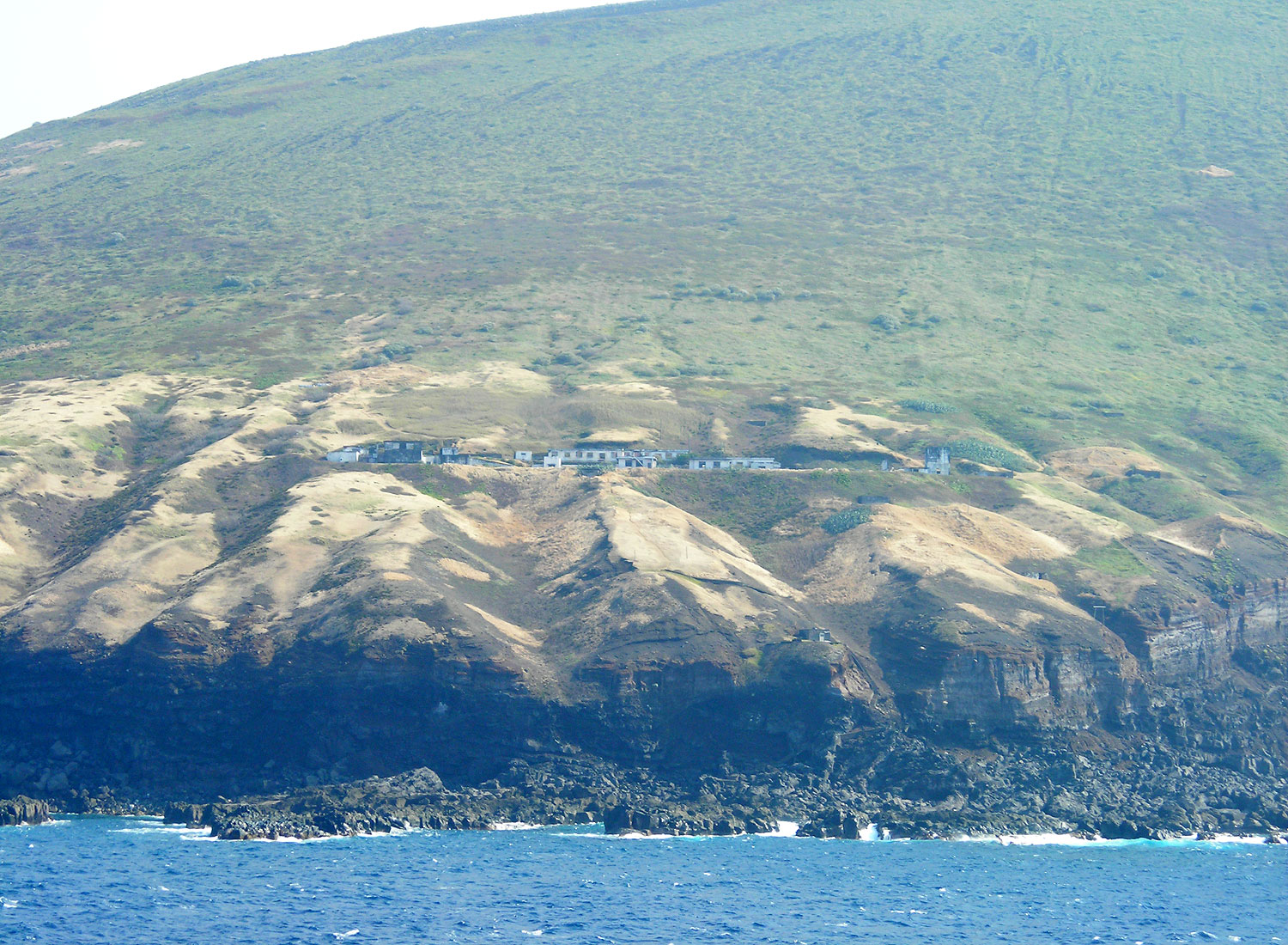
鳥島上的氣象觀測所遺址

鳥島以全島都是信天翁的棲息地聞名，從1830年山階鳥類研究所的創辦者山階芳麿為最初來到島上進行學術調查開始，此後陸續有研究人員前來島上進行研究。
但是從1887年開始，來自八丈島的玉置半右衛門開始來到島上大量捕捉短尾信天翁，將羽毛作為羽毛被的原料，肉製成罐頭，骨頭作為肥料送回日本本土販售，直到1933年日本正式禁止捕捉信天翁為止，估計有1,000萬隻信天翁遭到獵捕。1949年美國研究人員奧斯丁調查後認為信天翁可能已在島上絕跡。
1952年日本氣象廳鳥島氣象觀測所所長山本正司再次在島上發現了信天翁。此後觀測所職員開始進行保育工作，直到1965年，島上連續發生地震而關閉觀測所為止。
1981年起，日本環境廳（目前改為環境省）開始調查島上信天翁生態，並維持島上環境。

## 歷史
鳥島是從第四紀開始活動的第四紀火山，在有歷史紀錄的近代中，先後在1871年、1902年、1939年、2002年爆發過。特別是1902年的爆發中，造成居住在島上125名捕捉信天翁的人員全體死亡，也因此有傳說是被大量捕捉的信天翁的報復。

## 交通

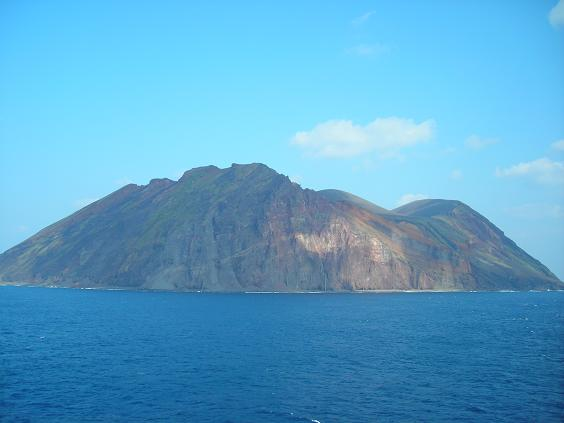
鳥島

目前無固定班次的交通工具可以前往鳥島。現島上留有過去氣象觀測所所建立的小港口，可讓橡膠艇靠岸。

## 外部連結
- （日語）日本國土地理院・地圖閱覽服務：鳥島 （页面存档备份，存于）
- （日語） 海上保安廳海洋情報部海域火山資料庫-鳥島 （页面存档备份，存于）
- （日語） 日本氣象廳・活火山的解說・伊豆鳥島